# Michele Novaro
Michele Novaro (Gènova, 23 de desembre 1818 - 20 d'octubre de 1885) fou un compositor italià.
Nascut en el Regne de Sardenya, és el compositor de la música de l'himne nacional italià, Il Canto degli Italiani, sobre text de Goffredo Mameli. Potser per la seva índole modesta, no va treure mai cap avantatge d'aquesta composició.
La seva activitat es va basar sobretot en la composició d'himnes i de cants patriotics oferts, per les seves fortes idees liberals, a la causa de la Unificació italiana. Va ser autor també de les músiques d'una composició en forma d'himne del poeta piemontes Giuseppe Bertoldi.
La vida de Novaro no va ser senzilla. En el 1847 era a Torí, amb un contracte de segon tenor i mestre dels cors dels Teatres Regio i Carignano. Convençut liberal va posar el seu talent compositivo al servei de la causa d'independència, musicant molts cants patriotes i organitzant diverses recollides de fons per finançar i sostenir les empreses de Giuseppe Garibaldi.
Tornat a Gènova, entre el 1864 i el 1865, va fundar un Col·legi Coral Popular, d' accés gratuït, a la qual va dedicar tot el seu compromís.
Va morir el 20 d'octubre 1885, entre dificultats financeres i problemes de salut. Per iniciativa dels seus ex alumnes, li van erigir un monument funebre en la seva ciutat natal, en el Cementiri monumental de Staglieno, al costat de la tomba de Giuseppe Mazzini.